# E Nomine
E Nomine (jogo de palavras com a expressão latina in nomine, em português "em nome [de]") é um projeto musical, formado em 1999,  pelos produtores alemães Christian Weller e Friedrich "Fritz" Graner. Sua música, chamada por eles de monumental dance, é uma combinação de techno e trance em conjunto com um coral com canto similar ao gregoriano e elementos orquestrais que ficam em segundo plano na música. Não há vocalistas no projeto, pois todos os solos vocais são retirados de trechos de filmes estrangeiros em versões alemãs, porém, quando ao vivo, estes são representados por Senad Feurzkelper Giccic.
Nas músicas os produtores inserem um tom místico e as envolve com temáticas religiosas ou mágicas. Um exemplo de implementação de religiosidade está em seus singles "Vater Unser" (Pai Nosso) e "Psalm 23" (Salmo 23).
O nome do projeto se baseia na expressão latina "in nomine", apenas trocando a preposição "in" pela preposição "ex", que significa "fora" ou "de dentro para fora", isto é, o antônimo de "in" (a forma "e" precede palavras iniciados por consoante). Portanto E Nomine pode ser traduzido como o contrário de In Nomine.

## Discografia

### Álbuns
- Das Testament (1999)
- Finsternis (2002)
- Finsternis Special Edition (2002)
- Das Testament Remastered (2002)
- Die Prophezeiung (2003)
- Die Prophezeiung Klassik Edition (2003)
- Die Prophezeiung Re-Edition (2003)
- Das Beste aus… Gottes Beitrag und Teufels Werk (2004)
- Das Beste aus… Gottes Beitrag und Teufels Werk Special Edition (2004)

### Singles
- Vater Unser (1999)
- E Nomine (Denn sie wissen nicht was sie tun) (2000)
- Mitternacht (2001)
- Das Tier in mir (Wolfen) (2002)
- Deine Welt (2003)
- Im Kreis des Bösen (Das Omen) (2003)
- Schwarze Sonne (2003)
- Vater Unser Part II (Psalm 23) (2004)
- Das Böse (2005)
- Heilig (2007)